# Jamaicaway
Der Jamaicaway ist ein vierspuriger, ungeteilter Parkway im Stadtteil Jamaica Plain in Boston im Bundesstaat Massachusetts der Vereinigten Staaten und befindet sich in der Nähe zur Stadtgrenze nach Brookline. Die Straße wurde durch Frederick Law Olmsted als Teil des Emerald-Necklace-Systems von Parks und Parkways entworfen, das sich vom Boston Common auf dem Beacon Hill bis zum Franklin Park in Roxbury erstreckt. Der Jamaicaway verbindet dabei den Riverway im Norden mit dem Arborway im Süden.
Die Straße wurde ursprünglich für Kutschen ausgelegt. Zum Zeitpunkt ihres Entwurfs war der Stadtteil nur spärlich besiedelt und vorwiegend durch Straßenbahnen an die Umgebung angebunden. Heute ist der Jamaicaway eine viel befahrene Straße für Kraftfahrzeuge. Insbesondere die Nähe zur Longwood Medical and Academic Area und zu nach Forest Hills, West Roxbury sowie in die dicht besiedelten Vorstädte von Norfolk County führenden Hauptstraßen tragen zum hohen Verkehrsaufkommen bei. Aufgrund des gewundenen Verlaufs der Straße und der intensiven Benutzung durch Pendler gibt es dort viele Unfälle, was entlang der Strecke vor allem durch die an vielen Bäumen auf Autohöhe entstandenen Schäden sichtbar wird.
Viele der Häuser am Jamaicaway sind groß und insbesondere aus architektonischer Sicht interessant. Die ältesten unter ihnen wurden von den Brahmanen von Boston gebaut und als dauerhafte oder saisonale Residenz genutzt. Die im Zusammenhang mit dem Jamaicaway wohl bekannteste Persönlichkeit ist der irisch-amerikanischer Bürgermeister von Boston James Michael Curley, dessen ehemaliges Haus aufgrund seiner Rollläden im Shamrock-Design lange Zeit leicht zu entdecken war.